# Padova
Padova (magyarul: Pádua, latinul: Patavium, venetói nyelven: Padoa, angolul és németül: Padua) az észak-olaszországi Veneto régió azonos nevű megyéjének székhelye. A Padovai egyházmegye püspöki székvárosa. Időnként Velencével és Trevisóval együtt a Padova–Treviso–Velence konurbációs körzethez (PaTreVe) sorolják, amelynek mintegy 2,6 millió lakosa van.
Két helyszíne is van az UNESCO világörökség listáján: a világ legrégibb botanikus kertje  és a 14. századi freskói a városközpont különböző épületeiben.
A város számos jelentős történelmi esemény helyszíne, Páduai Szent Antal nyughelye, jelentős zarándokhely. 1222-ben alapított egyeteme Európa egyik első felsőoktatási intézménye volt, amely egyben jelentős kulturális központtá tette, s amelynek magyar hallgatói is voltak, oktatói között pedig olyan jelentős személyiségek szerepeltek az évszázadok során, mint Galileo Galilei.

## Földrajz

### Elhelyezkedése
Padova a Pó-síkság keleti határán terül el, Veneto régió déli részén, a Brenta folyó partján. Kb. 30 km-re nyugatra fekszik Velence városától, az Észak-Olaszországon végigmenő A4-es és a Bologna felé menő A13-as autópályák találkozásánál. A várostól délnyugatra találhatók a geológiai szempontból különleges Euganei-hegyek.

### Éghajlat
| Hónap                          | Jan.  | Feb.  | Már. | Ápr. | Máj. | Jún. | Júl. | Aug. | Szep. | Okt. | Nov. | Dec.  | Év    |
| ------------------------------ | ----- | ----- | ---- | ---- | ---- | ---- | ---- | ---- | ----- | ---- | ---- | ----- | ----- |
| Rekord max. hőmérséklet (°C)   | 16,0  | 22,9  | 24,8 | 29,4 | 32,5 | 35,0 | 38,2 | 37,2 | 34,0  | 29,0 | 21,9 | 16,8  | 38,2  |
| Átlagos max. hőmérséklet (°C)  | 5,7   | 8,8   | 13,1 | 17,5 | 22,4 | 26,0 | 28,4 | 27,9 | 24,5  | 18,8 | 11,5 | 6,5   | 17,6  |
| Átlaghőmérséklet (°C)          | 2,2   | 4,7   | 8,3  | 12,5 | 17,0 | 20,7 | 23,0 | 22,4 | 19,2  | 13,8 | 7,6  | 3,1   | 12,9  |
| Átlagos min. hőmérséklet (°C)  | −1,4  | 0,5   | 3,5  | 7,4  | 11,6 | 15,3 | 17,5 | 16,9 | 13,8  | 8,8  | 3,7  | −0,4  | 8,1   |
| Rekord min. hőmérséklet (°C)   | −19,2 | −15,4 | −8,2 | −1,8 | 0,8  | 4,5  | 6,5  | 8,6  | 5,2   | −1,6 | −6,9 | −10,0 | −19,2 |
| Átl. csapadékmennyiség (mm)    | 70    | 57    | 67   | 68   | 79   | 88   | 64   | 80   | 58    | 66   | 87   | 62    | 846   |
| Havi napsütéses órák száma     | 68    | 107   | 143  | 162  | 208  | 246  | 298  | 279  | 186   | 127  | 81   | 47    | 1951  |
| Forrás: Servizio Meteorologico |       |       |      |      |      |      |      |      |       |      |      |       |       |

## Történelme
A legenda Padova születését az ókori történetek egyik leghíresebbjére, a trójai háborúra vezeti vissza: mialatt Odüsszeusz és Aineiasz a tengeren tévelyegtek, addig a hős Anténór, trójai túlélő megalapította a várost.
A valóságban Padova eredetileg szegény halászfalu volt. A Brenta folyó mentén alakult ki az i. e. 10. században, első ismert neve Patavium. A Római Birodalom idején neves gazdasági centrummá gyarapodott, de a barbár inváziók első hullámában többször lerombolták, előbb a hunok 452–453-ban, majd 601-ben a longobárdok foglalták el Agilulf király vezetésével. Felgyújtották, kő kövön nem maradt, s a városnak csak több év után sikerült megmenekülnie uralmuk alól. Az inváziók és a rendszeresen visszatérő árvizek elnéptelenítették a települést. A 8. század vége felé Nagy Károly uralma stabilizálta a helyzetet, s a bencések talajjavító és csatornázó tevékenysége nyomán újraindult a gazdasági növekedés; két válságos évszázad után megnyílt az út a városiasodás felé. Az ismétlődő áradások a szerzetesek munkájának tönkretételét még csak fokozták a kalandozó magyarok 899-es pusztításai, meg az 1004-ben es 1117-ben bekövetkezett földrengések. Azután a városnak mégis sikerült visszanyernie hírnevét, kialakult önkormányzata (kommuna), és 1167-ben szabad városállamként csatlakozott a Lombard Ligához, részt vállalva a Rőtszakállú Frigyes elleni háborúban.
Már a 13. században létrejött a Padovai Egyetem, egyik elsőként Európában. A várost falakkal vették körül. 1337-ben a Scaligerik rövid uralma után a Da Carrara nemesi család vette át a hatalmat. 1405-ben a város elveszítette függetlenségét, és Velence hatalmába került. 1508-ban itt született Andrea Palladio neves építész. 1509-ben a Cambrai-i Liga első háborújában I. Miksa császár foglalta el. A 17. században itt tanított Galileo Galilei. A Velencei Köztársaság bukása után rövid ideig francia uralom alatt állt, majd a Habsburg Birodalomhoz tartozott. 1866 óta Olaszország része. 1919-ben bevezették a nevezetes nemzetközi vásárokat számos kiállítással minden év júliusában.

## Politika
A város polgármesterét 1945 és 1993 a képviselőtestület választotta meg. Ebben az időszakban a várost 1945-1947 között kommunista , 1947 és 1993 között kereszténydemokrata városvezetés vezette. 1993 és 1995 között a közvetlenül megválasztott Flavio Zanonato volt a polgármester a Baloldali Demokratikus Párt színeiben. Zanonatót 1995-ben ismét megválasztották, majd 1999 és 2004 között a Forza Italia jelöltje vezette a várost. 2004 és 2014 között ismét a baloldal vezette a várost, 2014 és 2016 között az Északi Liga- Forza Italia közös jelöltje Massimo Bitonci volt a polgármester. 2017 óta baloldali ismét a városvezetés.

## Közigazgatási beosztása
Padova városnegyedei a következők: 
- Quartiere 1 Centro (Központ)
- Quartiere 2 Nord (Észak)
  - (Arcella – S. Carlo – Pontevigodarzere)
- Quartiere 3 Est (Kelet)
  - (Brenta-Venezia, Forcellini-Camin)
- Quartiere 4 Sud-Est (Délkelet)
  - (S. Croce-S. Osvaldo, Bassanello-Voltabarozzo)
- Quartiere 5 Sud-Ovest (Délnyugat)
  - (Armistizio-Savonarola)
- Quartiere 6 Ovest (Nyugat)
  - (Brentella-Valsugana)

## Látnivalói
- Aréna tere
  - A római Aréna alapjai

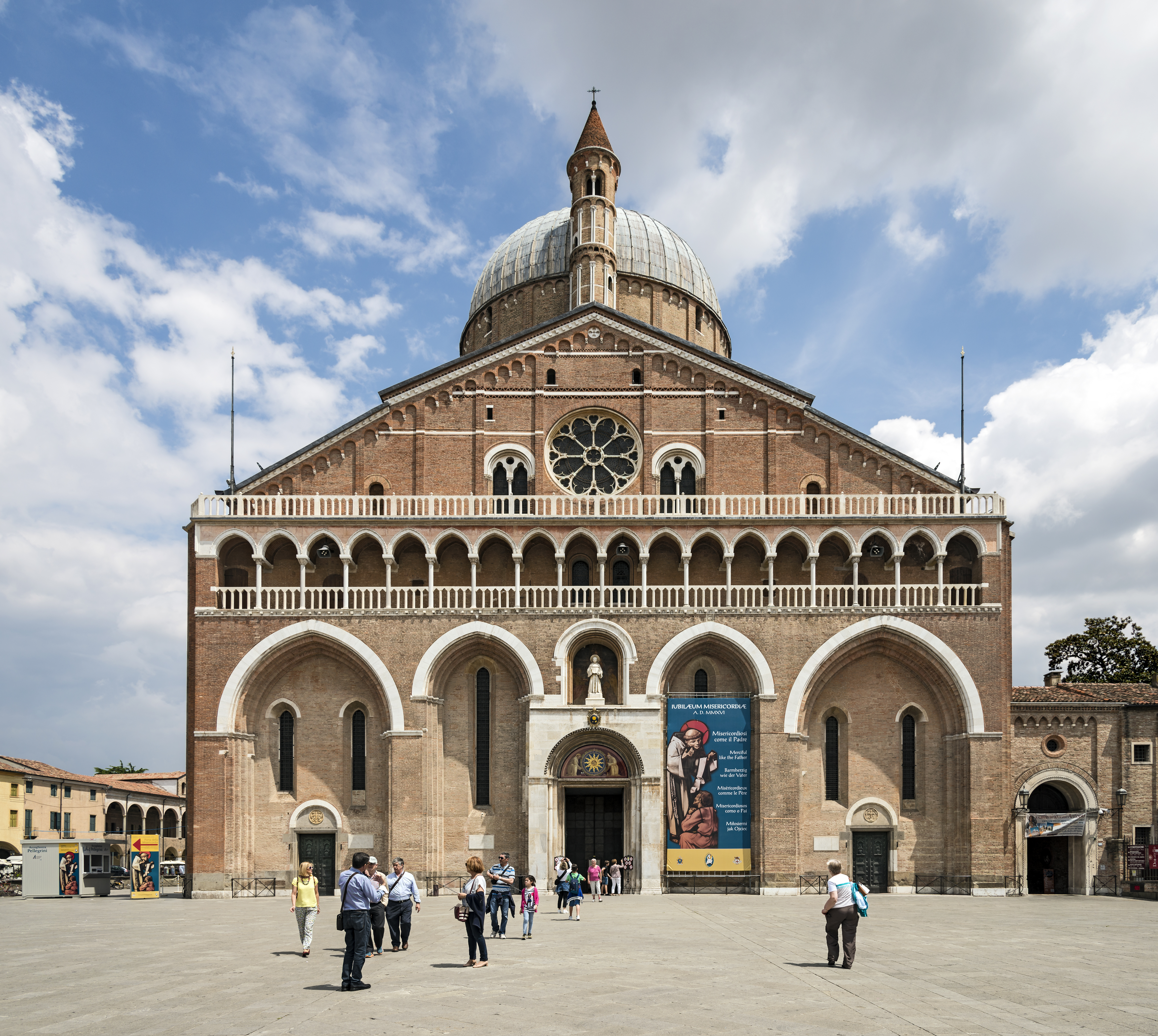
Basilica di Sant'Antonio

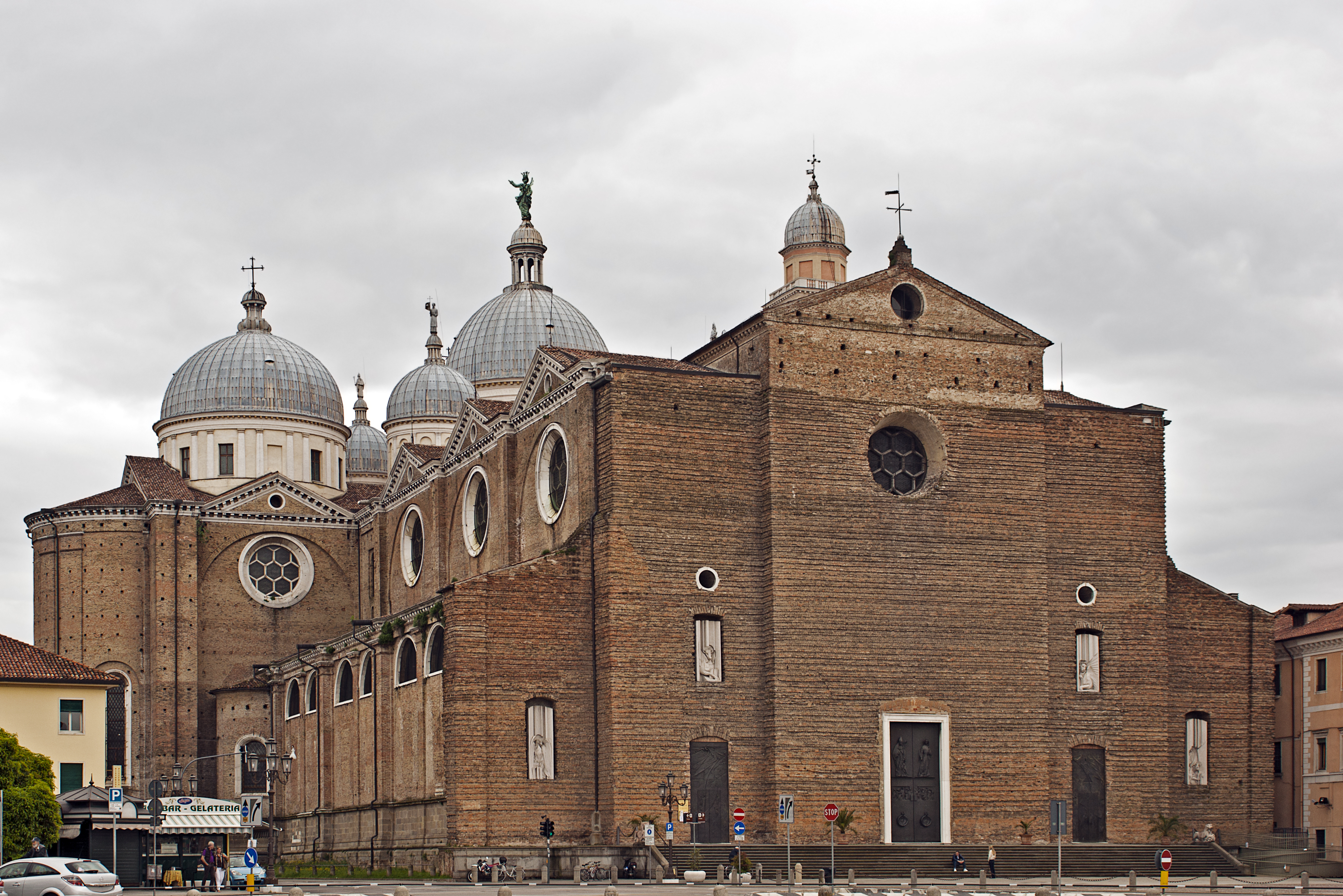
Basilica di Santa Giustina

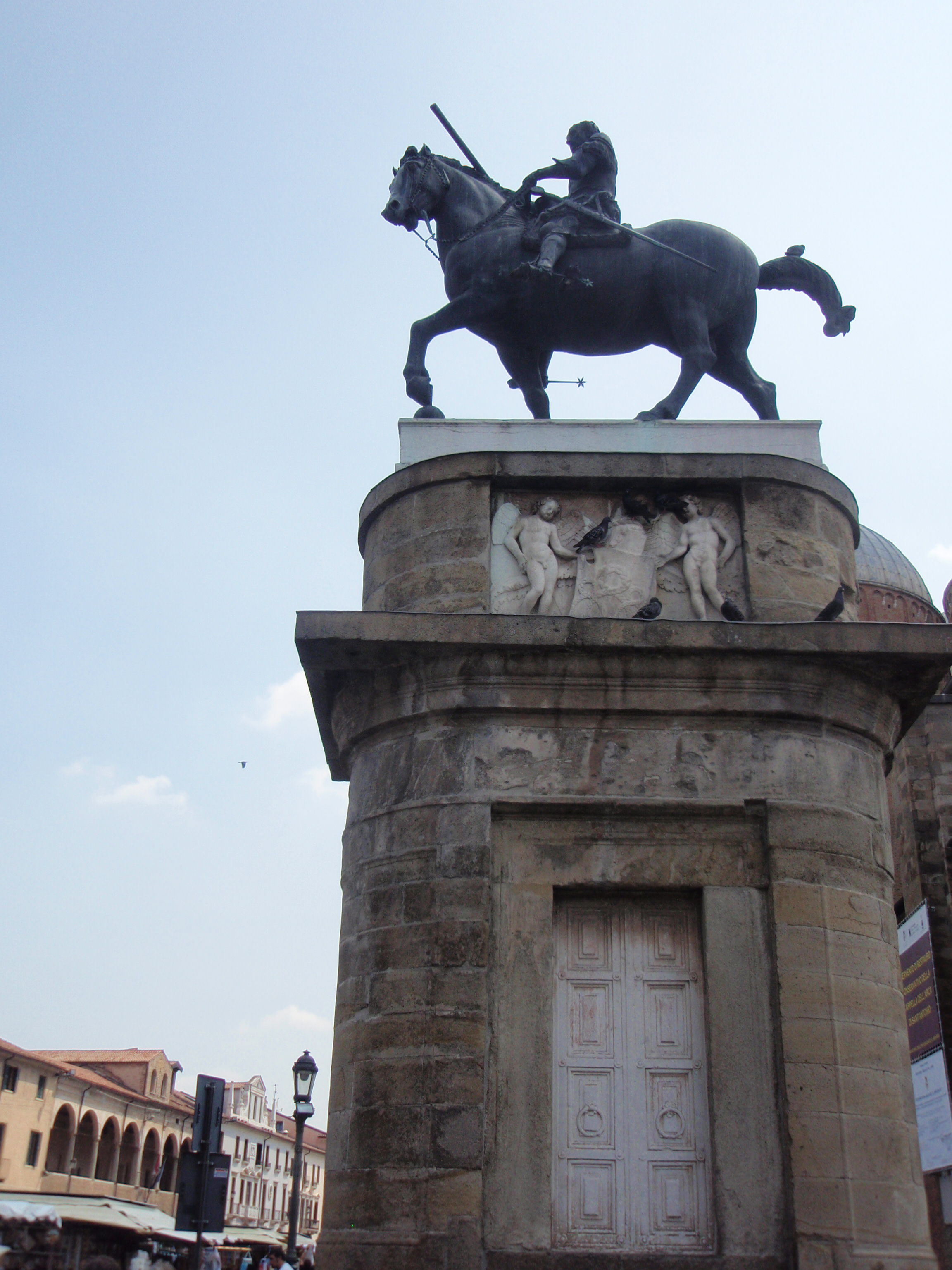
Donatello: Gattamelata lovas szobra

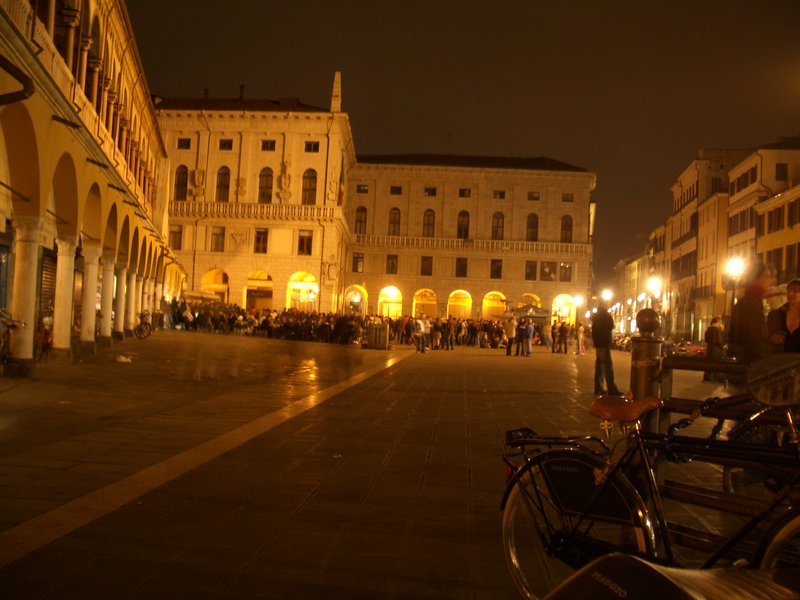
Piazza delle Erbe (éjszaka)

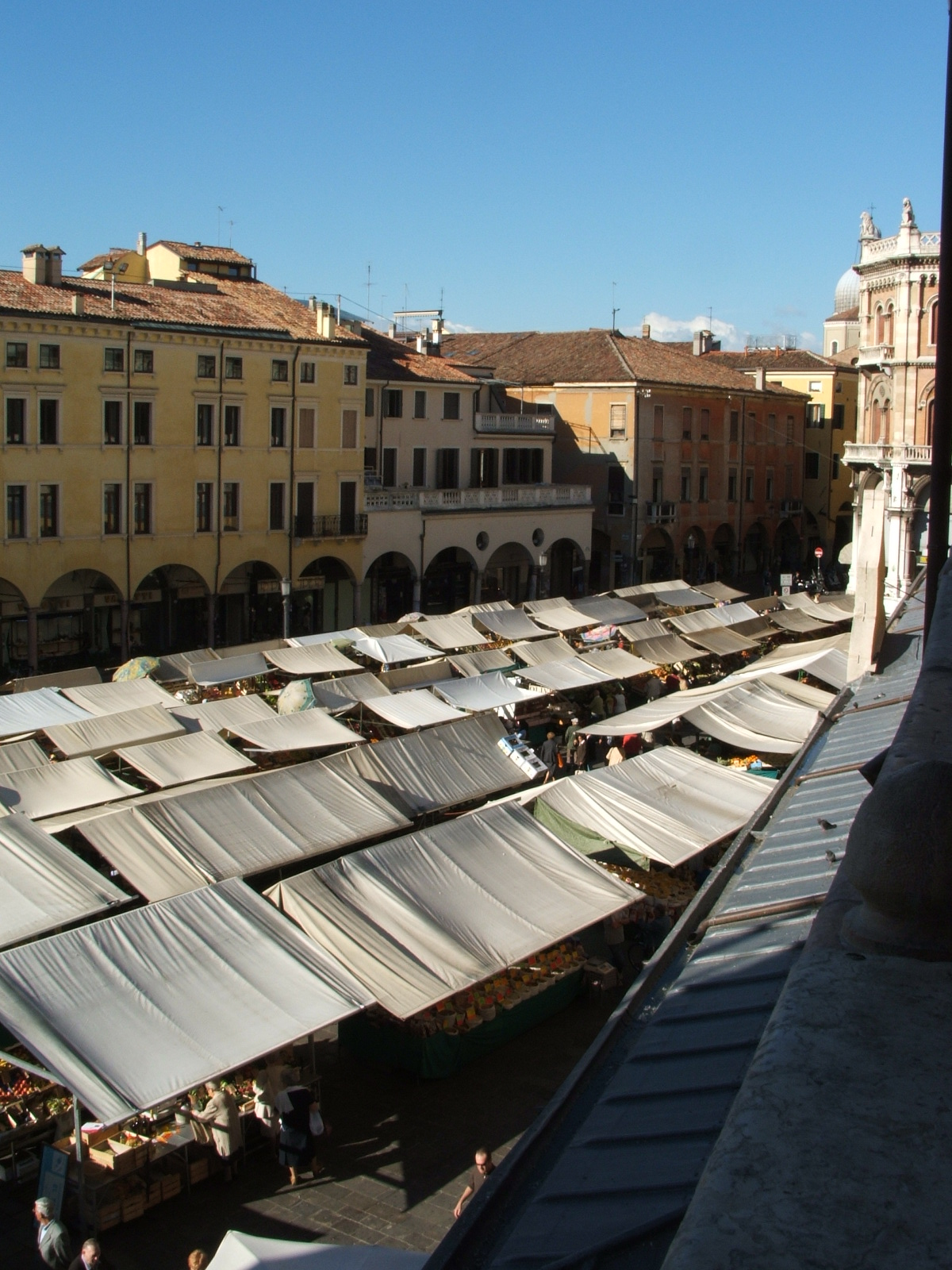
Piazza delle Erbe tipikus piacával

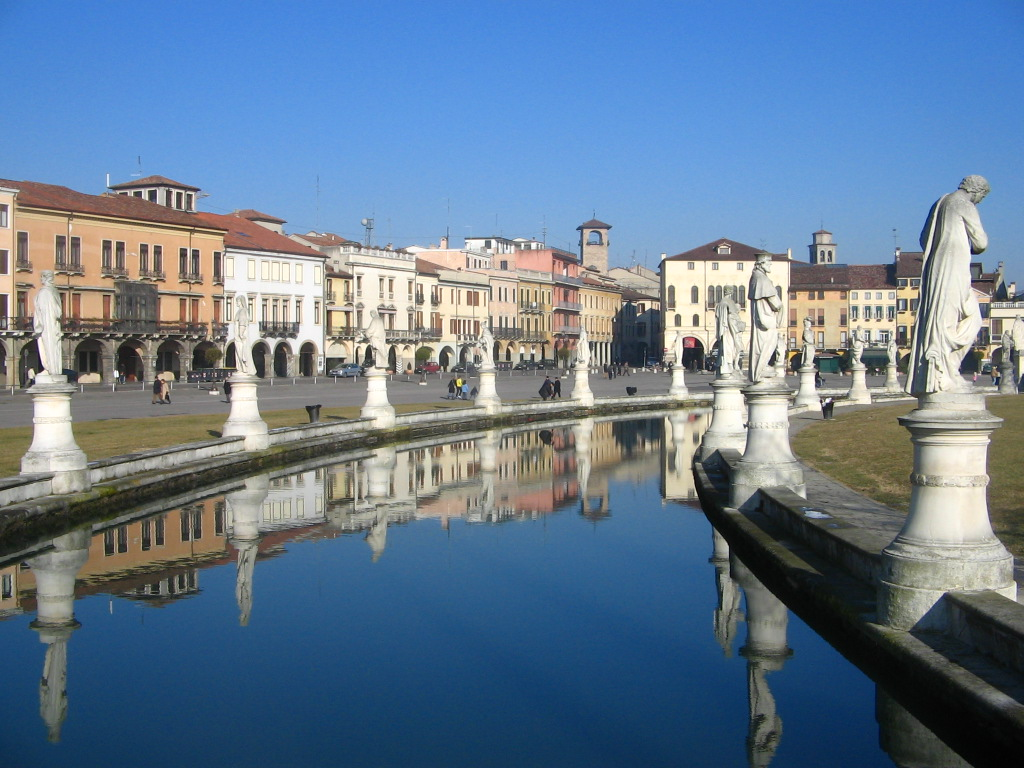
Prato della Valle

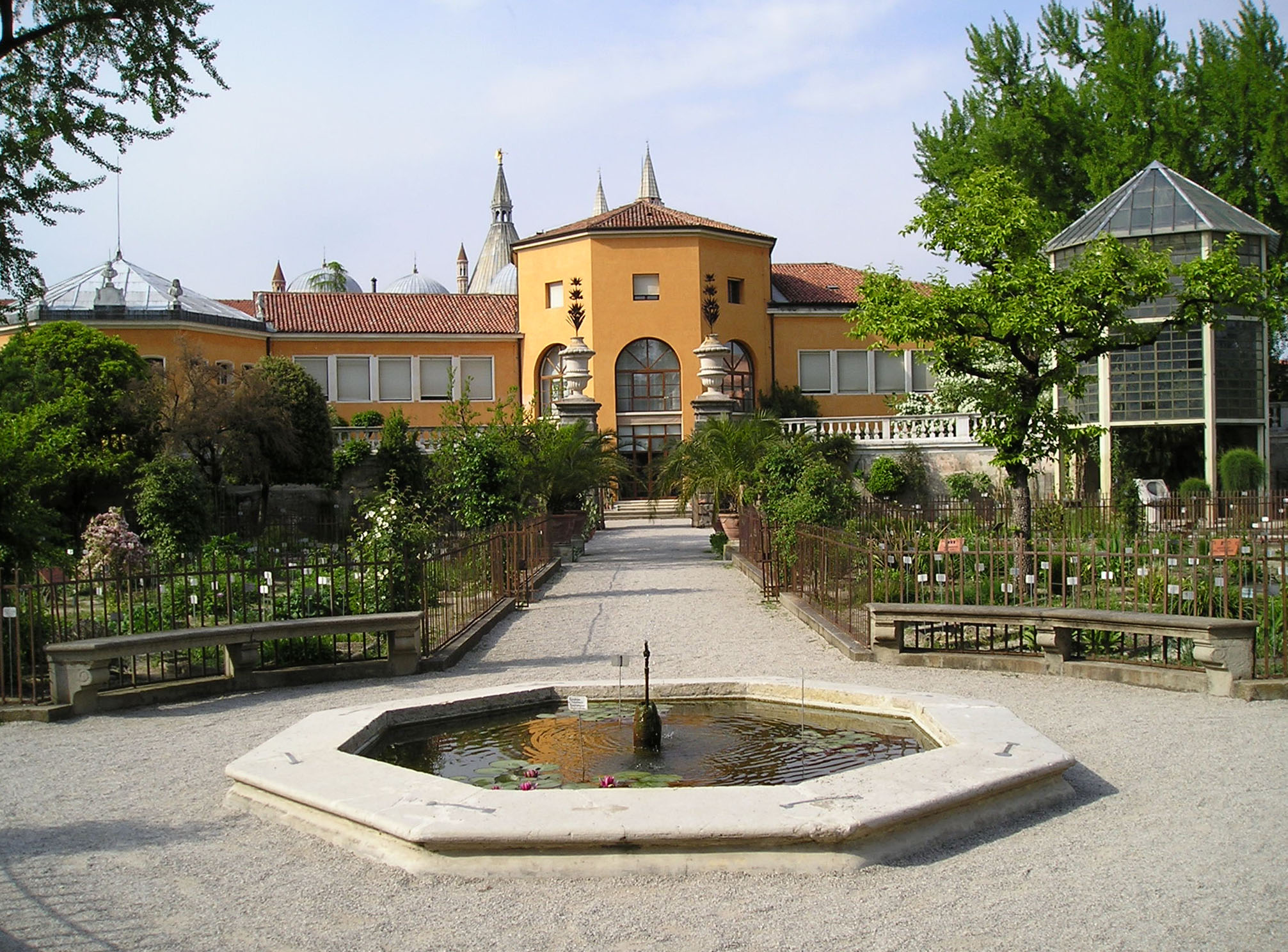
Botanikus kert

  - Scrovegni-kápolna vagy Madonna dell'Arena-kápolna, Giotto di Bondone 38 freskójával, a közelmúltban restaurálták.
  - Eremitani, az Ágoston-rend temploma a XIII. századból
- Szent Antal tere
  - Szent Antal-bazilika (Basilica di Sant'Antonio): XIV. század
  - Gattamelata lovas szobra: Donatello alkotása, 1447–1453, a velencei signoria kérte fel a művészt a szobor megalkotására
  - San Giorgio-kápolna
  - Scuola di Sant'Antonio
  - Museo Civico
  - Botanikus kert (Orto Botanico), 1514-ben alapították, Európa legrégibb botanikus kertje
- Prato della Valle: amfiteátrumhoz hasonlító tér szobrokkal.
  - Szent Jusztinia-bazilika (Basilica di Santa Giustina)
- Piazza delle Erbe
  - Igazságügyi Palota (Palazzo della Ragione): XIII. századi épület, figyelemreméltó 80 méter hosszú terme, s annak falfreskói
  - Városháza (Municipio)
  - Padovai Egyetem: Európa legősibb felsőfokú oktatási intézményeinek egyike, 1222-ben alapították. Legérdekesebb és legismertebb épületrésze az ún. Teatro Anatomico, ahol először végeztek nyilvános boncolást az 1500-as években (ez ekkor szigorúan tilos volt). Az egyetem prominens tanárai között szerepel Galileo Galilei neve is.
- Piazza dei Signori
  - Óra-torony
  - Palazzo del Capitanio
  - Loggia del Consiglio
- Dóm és keresztelőkápolna

2021 óta a Scrovegni-kápolna, a Palazzo della Ragione kápolnája, az Ágoston-rendi kolostor temploma, a Loggia dei Carraresi, a székesegyház keresztelőkápolnája, a Szent Antal-bazilika, a Szent György-kápolna és a Szent Mihály-kápolna freskói a Padova 14. századi freskói világörökségi helyszín részeit képezik.

## Híres személyek
- Publius Clodius Thraseus Paetus (Padova, ? – 66), római szenátor, sztoikus filozófus
- Titus Livius (Patavium – ma Padova –, Kr. e. 59 – Patavium, Kr. u. 17) római történetíró
- Marsilius of Padua – késő középkori politikai gondolkodó (1275-1342)
- Riccardo Patrese Formula–1-es versenyző

## Magyar vonatkozásai
- I. Lajos magyar király első nápolyi hadjárata során, 1347 decemberének első napjaiban érintette Padova városát kíséretével. A város akkori ura, Jacopo Carrara nagyon szívélyesen fogadta a magyar királyt, és azzal „hogy szolgáljuk a magunk és mieink javát, barátságosan eléje megyünk a nagy királynak”. Carrara feltehetően a Velencei Köztársaság ellen (amellyel néhány évvel azelőtt Lajos is háborúzott Dalmáciában) szövetségesének akarta megnyerni a fiatal királyt. Carrara meghívta Lajost a városba és 500 lovast ajánlott fel neki a hadjáratához. Lajos a felajánlást elfogadta, a meghívást viszont Velencére tekintettel – amellyel 1346-ban 8 éves fegyverszünetet kötött – elutasította.[9]
- 1454-től négy évig a padovai egyetemen hallgatott kánon- és római jogot Janus Pannonius.
- Buda 1684-es keresztény ostromakor a budai zsidók a törökök oldalán hősiesen védték Buda várát. Amikor ennek híre Padovába eljutott, a keresztények mozgolódni kezdtek az ott élő zsidók ellen, de végül a zsidók megmenekültek a pogromtól. A padovai zsidó hitközség máig megüli a „budai purimot” minden év Elul hó 10-én (V.ö. Kohn Sámuel: Héber kútforrások, 124-128. old.).[10]
- Ebben a városban írták alá az Osztrák–Magyar Monarchia képviselői az első világháborús szereplésüket lezáró padovai fegyverszünetet.
- Itt hunyt el 1576-ban a brassói születésű Bakfark Bálint, kora ünnepelt lantművésze és zeneszerzője.
- A padovai egyetemen tanult Báthory Miklós szerémi (kői – banostori) majd váci püspök, szobra a szoborparkban található, valamint Szamosközy István történész.

## Közlekedés
A város repülőtere Via Sorio mellett található. Legközelebbi nemzetközi repülőtér a Velence Marco Polo repülőtér.
Két autópályán közelíthető meg. Az A4-es Milánó-Velence és az A13-as autópálya Bologna – Padova közötti szakaszán. A városnak 4 kihajtója van, valamint az A13-as autópályának közvetlen az ipari területeket is feltáró átkötése az A4-es Velence irányába.
A városon halad keresztül a Milánó–Velence-vasútvonal is.

### Közösségi közlekedés
Az első lóvasút 1883. július 5-én nyílt meg, amelyet 1907-ben elektromos rendszerűre építettek át. A villamoson 18 ülő és 20 állóhely volt, maximális sebessége 18 km/h volt. 1954-ben a városon belül a villamossíneket felszedték.
2006. december 6-án kezdte meg a Translohr rendszerű villamos a működését, majd 2009. december 5-én meghosszabbították a vasútállomástól Pontevigodarzeréig. Az első vonal 6,7 km-ről így 10,3 km hosszú lett és 14 jármű szállítja az utasokat. A tervekben négy útvonalból álló hálózat kiépítése szerepel.
A város közösségi közlekedését az APS Holding üzemelteti.

## Egészségügyi intézmények
A város legjelentősebb egészségügyi intézménye az Ospedale Giustinianeo, mely egyben a Padovai Egyetem Orvosi Karának egyetemi kórháza. A kórházat az egyetemmel közösen az AOP (Azienda ospedaliera di Padova) szervezet üzemelteti. A kórháznak 1.632 aktív betegágya van és 50 ágy az intenzív osztályon van. A kórháznak 4782 fő dolgozója van.
A kórház rendelkezik kardiológiai, sebészeti, sürgősségi, neurológiai, szülészeti , toxikológiai, közegészségügyi osztállyal.
További számottevő egészségügyi intézmények az Ospedale S. Antonio kórház, amelynek traumatológiai és ortopédiai osztálya jelentős. Padovában székel az I.O.V ( Istituto Oncologico Veneto) intézet, amely egyben Veneto régió onkológiai központja, 160 betegággyal rendelkezik. Az intézet számos kutatómunkában is részt vesz.

## Helyi média

### Napilapok
A városnak két helyi, jelentős napilapja van, az Il Gazzettino venetoi regionális napilap és a Mattino di Padova. 2002 óta a Corriere della Sera napilap helyi kiadása, a Corriere del Veneto is a városban jelenik meg. Helyi, ingyenes újságok a Leggo, Metro és City lapok.
A város legfőbb egyházi napilapja, a La Difesa del Popolo, ami a Padovai egyházkerület hivatalos lapja.

## Testvértelepülések
- Franciaország, Nancy, 1964
- Németország, Freiburg im Breisgau, 1967
- USA, Boston, 1983
- Kína, Handan, 1988
- Románia, Jászvásár, 1995
- Mozambik, Beira, 1995
- Portugália, Coimbra, 1998
- Olaszország, Cagliari, 2002
- Horvátország, Zára, 2003